# فرناندو سيرانو
فرناندو سيرانو (بالإسبانية: Fernando Serrano Uribe)‏ هو محامي وسياسي كولومبي، ولد في 30 مايو 1789 في كولومبيا، وتوفي في 15 فبراير 1819 في سيوداد غوايانا في فنزويلا.